# Communauté de communes Sambre - Avesnois
La communauté de communes Sambre - Avesnois  est une ancienne communauté de communes française, située dans le département du Nord et la région Nord-Pas-de-Calais, arrondissement d'Avesnes-sur-Helpe. Le 1er janvier 2014, elle s'est fondue dans la communauté d'agglomération Maubeuge Val de Sambre et donc dans le Schéma de cohérence territoriale Sambre-Avesnois, qui regroupe actuellement (2025) : 
- la Communauté d'agglomération Maubeuge Val de Sambre
- la Communauté de communes du pays de Mormal
- la Communauté de communes du Cœur de l'Avesnois
- la Communauté de communes du Sud Avesnois

## Composition
La communauté de communes Sambre - Avesnois regroupait 10 communes.
| Code INSEE | Commune               | Maire               | Population  | Superficie | Délégués                              |
| ---------- | --------------------- | ------------------- | ----------- | ---------- | ------------------------------------- |
| 59058      | Beaufort              | François Monet      | 1 012 hab.  | 1 276 ha   | Beaugrand Gérard et Horlait Sébastien |
| 59068      | Berlaimont            | Georges Kuntzburger | 3 228 hab.  | 1 310 ha   | nc                                    |
| 59103      | Boussières-sur-Sambre | Claude Dupont       | 429 hab.    | 328 ha     | nc                                    |
| 59187      | Éclaibes              | Yvon Dubois         | 270 hab.    | 489 ha     | nc                                    |
| 59188      | Écuélin               | Françoise Piret     | 120 hab.    | 340 ha     | nc                                    |
| 59291      | Hautmont              | Joël Wilmotte       | 16 021 hab. | 1 227 ha   | nc                                    |
| 59351      | Limont-Fontaine       | Jacques Bolle       | 599 hab.    | 678 ha     | nc                                    |
| 59542      | Saint-Remy-Chaussée   | Jean-Pierre Legrand | 469 hab.    | 517 ha     | nc                                    |
| 59543      | Saint-Remy-du-Nord    | Lucien Serpillon    | 1 265 hab.  | 591 ha     | nc                                    |
| 59556      | Sassegnies            | Jean-Marie Soigneux | 290 hab.    | 415 ha     | nc                                    |
| Totaux     | 10 communes           | 10 communes         | 23 703 hab. | 7 171 ha   | 73                                    |

## Démographie

### Pyramide des âges
Comparaison des pyramides des âges de la communauté de communes Sambre – Avesnois et du département du Nord en 2006
| Hommes | Classe d’âge   | Femmes |
| ------ | -------------- | ------ |
| 0,2    | 90 ans et plus | 0,7    |
| 5,5    | 75 à 89 ans    | 9,2    |
| 11,8   | 60 à 74 ans    | 12,9   |
| 19,9   | 45 à 59 ans    | 20     |
| 19,3   | 30 à 44 ans    | 19,1   |
| 21,5   | 15 à 29 ans    | 19,3   |
| 21,8   | 0 à 14 ans     | 18,9   |

| Hommes | Classe d’âge   | Femmes |
| ------ | -------------- | ------ |
| 0,2    | 90 ans et plus | 0,8    |
| 4,3    | 75 à 89 ans    | 7,9    |
| 10,3   | 60 à 74 ans    | 11,9   |
| 19,7   | 45 à 59 ans    | 19,4   |
| 21,1   | 30 à 44 ans    | 20,1   |
| 22,6   | 15 à 29 ans    | 21     |
| 21,6   | 0 à 14 ans     | 19     |

## Présidents
| Période | Période | Identité      | Étiquette | Qualité          |
| ------- | ------- | ------------- | --------- | ---------------- |
| 1994    |         | Joël Wilmotte | UMP       | maire d'Hautmont |
|         |         |               |           |                  |